# NGC 5224
NGC 5224 (również PGC 47884) – galaktyka eliptyczna (przez niektóre źródła klasyfikowana jako spiralna), znajdująca się w gwiazdozbiorze Panny. Odkrył ją William Herschel 12 maja 1793 roku. Jest to galaktyka z aktywnym jądrem typu LINER.